# Vintertjärnen (Nora socken, Västmanland, 660968-144429)
Vintertjärnen är en sjö i Nora kommun i Västmanland och ingår i Göta älvs huvudavrinningsområde.